# Mary Moore

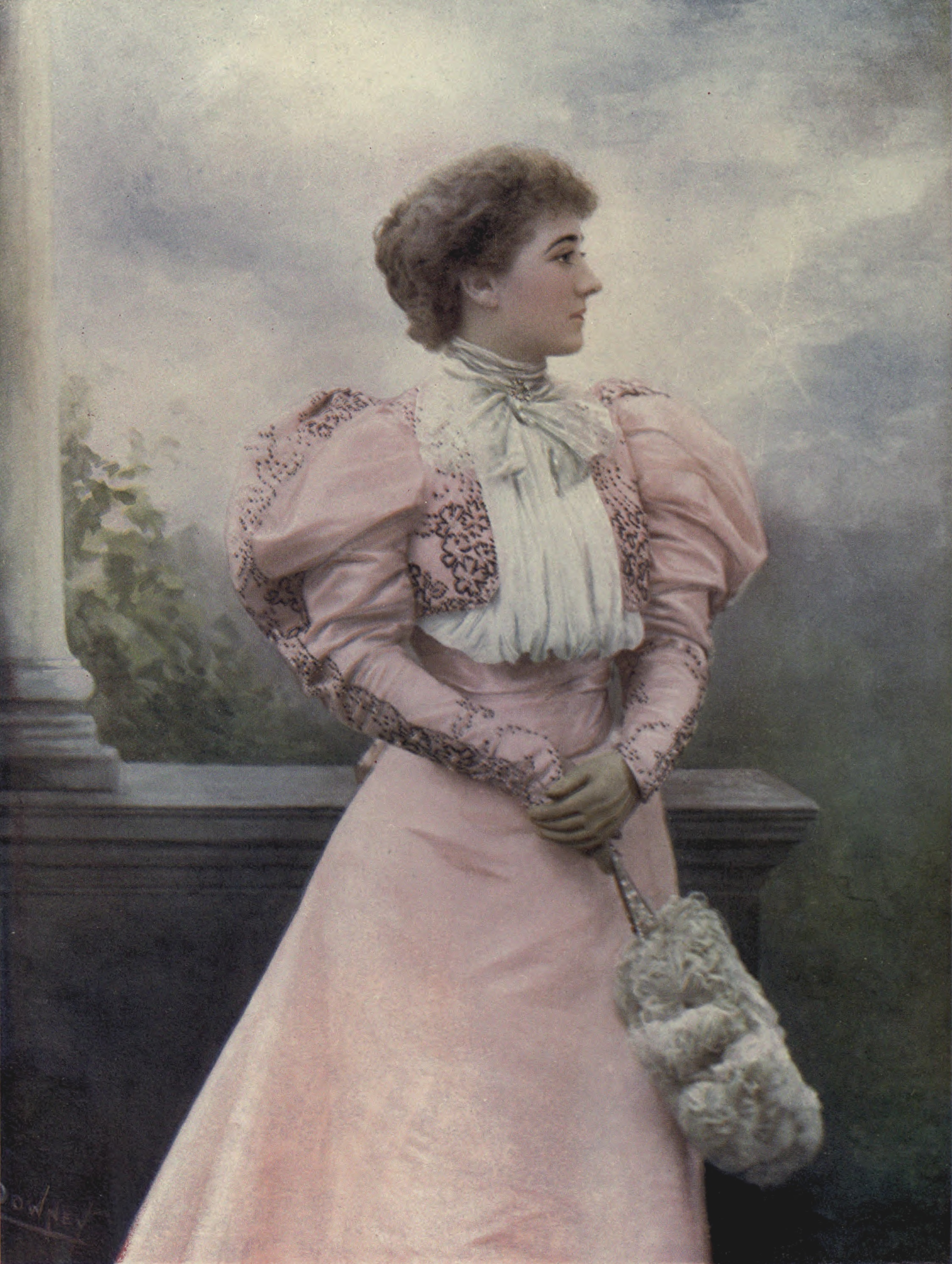
Mary Moore (etwa 1895 bis 1900)

Mary Charlotte Moore, verheiratet Mary Wyndham, auch Lady Wyndham genannt (* 3. Juli 1861 in Islington, London; † 6. April 1931 in Regent’s Park, London), war eine britische Schauspielerin und Theatermanagerin. Sie war bekannt für ihre Auftritte in Komödien an der Seite des Schauspielers und Theatermanagers Charles Wyndham zwischen 1885 und seinem Ruhestand im Jahr 1913. In diesen drei Jahrzehnten spielten sie hauptsächlich in zeitgenössischen Stücken, viele davon von Autoren wie Henry Arthur Jones und Hubert Henry Davies für sie geschrieben, traten aber auch gemeinsam in klassischen Komödien auf. Bis 1919 stand sie weiterhin auf der Bühne. Von 1879 bis 1889 war sie mit dem Dramatiker James Albery verheiratet, und nach dessen Tod wurde ihre Beziehung zu Wyndham schließlich romantisch. Nach dem Tod von Wyndhams Frau im Jahr 1916 heirateten er und Moore.
Als tüchtige Geschäftsfrau wurde Moore Wyndhams Geschäftspartnerin und war Miteigentümerin des Wyndham’s Theatre und des New Theatre (heute das Noël Coward Theatre), das 1899 und 1903 für ihn gebaut wurde. Nach Wyndhams Tod gründete sie eine Aktiengesellschaft, über die sie die beiden Theater bis zu ihrem Tod im Jahr 1931 kontrollierte.

## Leben
Mary Moore wurde als füntes Kind und jüngste Tochter des Parliamentary agent Charles Moore und seiner Frau, Haidée Sophie Acland, geboren. Sie besuchte die Warwick Hall in Maida Vale. 1873 wurde die Familie finanziell ruiniert und sie musste im Alter von zwölf Jahren arbeiten, indem sie bei den Armen in Hoxton die Mieten einzutrieb.
Ihr Bühnendebüt gab sie am Gaiety Theatre in London unter der Leitung von John Hollingshead, zog sich aber nach ihrer Heirat mit dem Dramatiker James Albery im Jahr 1878 ins Privatleben zurück. Sie bekamen drei Söhne, die zwischen 1879 und 1882 geboren wurden: Der älteste und der jüngste, Irving und Wyndham, gingen in die Politik; der mittlere Sohn, Bronson, wurde ebenfalls Theatermanager.
Mitte der 1880er Jahre war Albery, geschwächt durch Krankheit und Alkoholkonsum, nicht mehr in der Lage, zu schreiben und seine Familie zu ernähren. Der Schauspieler und Manager Charles Wyndham, ein guter Freund der Alberys, bot Moore einen Platz in seinen Theatergruppen an. Er spielte am Criterion Theatre in London die Hauptrolle in The Candidate, das, wie viele seiner Produktionen, eine klug anglisierte Adaption einer französischen Farce war. Moore kehrte im März 1885 in Wyndhams Provinz-Tournee-Ensemble von The Candidate in der Rolle der „Lady Dorothy Osterley“ auf die Bühne zurück, bevor sie sich im Oktober dem Haupt-Ensemble in London anschloss, um die Rolle der „Lady Oldacre“ in demselben Stück zu übernehmen. Sie blieb mit Wyndham beruflich und später auch persönlich bis an sein Lebensende verbunden.
Im Nachruf auf Moore in der Times stand später: "Das Jahr 1886 war das Jahr, in dem sie begann, aus der Masse hervorzutreten", als sie die Heldin „Ada Ingot“ in dem Stück David Garrick von Thomas William Robertson spielte. Wyndham spielte die Titelrolle und nahm das Stück mit Moore als Ada häufig wieder auf, u. a. bei Aufführungen vor dem Prince of Wales in Sandringham und vor Zar Alexander III. in Sankt Petersburg, letzteres während einer Europatournee, bei der das Stück in Wyndhams eigener deutscher Übersetzung aufgeführt wurde.  Im Gegensatz zu ihm musste sie das Deutsche neu lernen und der deutsche Rezensent schrieb sinngemäß: „Miss Moore spricht unsere Sprache nicht so gut wie ihr talentierter Begleiter, aber mit welch wohltuendem Charme.“ Moore blieb für den Rest seiner Karriere Wyndhams regelmäßige Hauptdarstellerin.
Als Wyndham begann, die Stücke von Henry Arthur Jones zu inszenieren und zu spielen, spielte Moore seine Heldinnen in The Bauble Shop (1893), The Case of Rebellious Susan (1894) und The Liars (1898). Hubert Henry Davies war ein weiterer Dramatiker, der Hauptrollen für sie schrieb: „Mrs. Gorringe“ in Mrs. Gorringe's Necklace (1903), „Miss Mills“ in Captain Drew on Leave (1905) und „Mrs. Baxter“ in The Mollusc (1907). Neben neuen Stücken trat Moore mit Wyndham auch in Neuinszenierungen klassischer Komödien auf und spielte „Grace Harkaway“ in London Assurance (1890) und „Maria“ in The School for Scandal (1891).
James Albery starb im Jahr 1889. Die berufliche Partnerschaft von Moore und Wyndham wurde nach der Trennung von seiner ersten Frau Emma im Jahr 1897 zu einer romantischen Beziehung, obwohl sie erst heirateten, als Emma 1916 starb, drei Jahre nachdem er sich von der Schauspielerei zurückgezogen hatte. Moore begleitete Wyndham auf allen vier seiner Amerika-Tourneen nach 1885. In The Candidate am Broadway 1889 kehrte sie in ihre erste Rolle in dem Stück, „Lady Dorothy“, zurück und in späteren Broadway-Auftritten spielte sie „Ada Ingott“ 1889 und 1904, „Mrs. Gorringe“ 1904–05 und „Lady Susan“ in The Case of Rebellious Susan (1905).
Ab 1896 war Moore Wyndhams Geschäftspartnerin, die Partnerschaft war sehr profitabel, was zum Teil auf Moores Geschäftssinn zurückzuführen war. Sie war Wyndhams Partnerin im Criterion und in den beiden Theatern, die er für sich bauen ließ, dem Wyndham’s Theatre und dem New Theatre (heute das Noël Coward Theatre), allesamt einträgliche Investitionen.
The Times schrieb über ihr Schauspiel:

„Miss Moore's forte, especially in the last half of her career, was the acting of pretty and alluring fools. She knew to a shade how to make them foolish without making them tiresome, and helpless without being intolerably silly. Contrasted with the voluble wisdom of the characters chiefly affected by Sir Charles Wyndham, these alluring fools made good material for any number of plays, and Miss Moore succeeded in varying the comedy of the type so that each was distinguishable from the others. She kept her youthful looks till well past middle age, and could play young women almost till the last.“

„Miss Moores Stärke, vor allem in der letzten Hälfte ihrer Karriere, war die Darstellung von hübschen und verführerischen Närrinnen. Sie verstand es, sie töricht zu machen, ohne sie zu ermüden, und hilflos, ohne unerträglich dumm zu sein. Im Gegensatz zu der wortgewandten Weisheit der von Sir Charles Wyndham geprägten Charaktere boten diese verführerischen Närrinnen gutes Material für eine Vielzahl von Stücken, und Miss Moore gelang es, die Komik der Typen so zu variieren, dass sich jede von der anderen unterschied. Sie behielt ihr jugendliches Aussehen bis weit über das mittlere Alter hinaus und konnte junge Frauen fast bis zum Schluss spielen.“

Nach Wyndhams Tod, im Jahr 1919, trat Moore als „Lady Bagley“ in der Komödie Our Mr. Hepplewhite im Criterion auf und leitete eine Truppe, zu der Kate Cutler, Arthur Wontner und der junge Leslie Howard gehörten. Danach beschränkte sie ihre Auftritte auf Wohltätigkeitsveranstaltungen. Sie war Präsidentin des Actors' Benevolent Fund und blieb für den Rest ihres Lebens Eigentümerin des Wyndham's Theatre und des New Theatre durch die von ihr 1924 gegründete Wyndham Theatres Ltd., die von ihrem Stiefsohn Howard Wyndham und ihrem Sohn Bronson Albery unterstützt wurde. Sie starb am 6. April 1931 im Alter von 69 Jahren in ihrem Haus in York Terrace am Regent’s Park, und wurde neben Wyndham auf dem Hampstead Cemetery beigesetzt.